# Schizomavella hondti
Schizomavella hondti är en mossdjursart som beskrevs av Reverter-Gil och Fernandez-Pulpeiro 1996. Schizomavella hondti ingår i släktet Schizomavella och familjen Bitectiporidae. Inga underarter finns listade i Catalogue of Life.